# Исчезнувшие сёла (Симферопольский район)
Со времени присоединения Крыма к России на территории полуострова исчезло несколько сотен поселений, в том числе и в современном Симферопольском районе. Если в дореволюционный период главной причиной запустения были многочисленные волны эмиграции крымских татар в Османскую империю (в основном из степных районов), то после установленя советской власти причины были больше административного характера: укрупнение деревень, признание их «неперспективными», либо попадание в зону больших строек. Представленный список, особенно в довоенной части, неполон, ввиду малого количества опубликованных источников. 1948 год принят за временной рубеж, так как на этот год имеется наиболее полный список сёл Крыма, опубликованный в указах о переименованиях, связанных с депортацией коренного населения.

## Сёла, исчезнувшие до 1948 года
| Сёла, исчезнувшие до 1948 года | Сёла, исчезнувшие до 1948 года  | Сёла, исчезнувшие до 1948 года                                           | Сёла, исчезнувшие до 1948 года | Сёла, исчезнувшие до 1948 года |
| Село                           | Координаты                      | Положение в современной системе административного устройства (сельсовет) | Год упразднения                |                                |
| ------------------------------ | ------------------------------- | ------------------------------------------------------------------------ | ------------------------------ | ------------------------------ |
| Ашага-Саблы                    | 44°50′05″ с. ш. 34°04′00″ в. д. | Перовское сельское поселение                                             | до 1889 года                   |                                |
| Бал-Бекир                      | 45°06′40″ с. ш. 34°11′45″ в. д. | Донское сельское поселение                                               | —                              |                                |
| Бораган                        | 44°55′03″ с. ш. 34°18′03″ в. д. | Трудовское сельское поселение                                            |                                |                                |
| Бурнаш                         | 45°10′25″ с. ш. 34°10′30″ в. д. | Новоандреевское сельское поселение                                       |                                |                                |
| Даниловка                      | 45°03′20″ с. ш. 33°57′55″ в. д. | Родниковское сельское поселение                                          | до 1942 года                   |                                |
| Джабанак                       | 45°03′20″ с. ш. 33°53′45″ в. д. | —                                                                        | До 1942 года                   |                                |
| Джалман-Аратук                 | 44°50′25″ с. ш. 34°09′20″ в. д. | Перовское сельское поселение                                             |                                |                                |
| Джиен-Софу                     | 44°55′40″ с. ш. 34°09′20″ в. д. | Добровское сельское поселение                                            | середина XX века               |                                |
| Казаклар                       | 45°09′45″ с. ш. 34°04′12″ в. д. | Новоандреевское сельское поселение                                       | —                              |                                |
| Карабай                        | 45°57′35″ с. ш. 33°41′35″ в. д. | Николаевское сельское поселение                                          | —                              |                                |
| Картмышик Старый               | 45°07′15″ с. ш. 33°57′55″ в. д. | Гвардейское сельское поселение                                           | —                              |                                |
| Кангил                         | 44°56′25″ с. ш. 33°50′50″ в. д. | Пожарское сельское поселение                                             | сер. XIX века                  |                                |
| Каясты-Кангил                  | 45°08′25″ с. ш. 34°04′06″ в. д. | Гвардейское сельское поселение                                           | —                              |                                |
| Кизак                          | 45°09′45″ с. ш. 34°11′20″ в. д. | Донское сельское поселение                                               | —                              |                                |
| Кочмес                         | 44°54′00″ с. ш. 34°01′15″ в. д. | Перовское сельское поселение                                             | —                              |                                |
| Кудайчик                       | 45°11′15″ с. ш. 34°05′20″ в. д. | Новоандреевское сельское поселение                                       | до 1889 года                   |                                |
| Кучук-Янкой                    | 44°51′42″ с. ш. 34°20′15″ в. д. | Добровское сельское поселение                                            |                                |                                |
| Мечеть-Эли                     | 44°57′40″ с. ш. 34°17′20″ в. д. | Мазанское сельское поселение                                             |                                |                                |
| Накуш                          | 44°51′42″ с. ш. 34°20′15″ в. д. | Добровское сельское поселение                                            |                                |                                |
| Сулу-Джайчи                    | 45°13′25″ с. ш. 34°05′55″ в. д. | Новоандреевское сельское поселение                                       | до 1864 года                   |                                |
| Сусуз-Джайчи                   | 45°08′15″ с. ш. 34°10′30″ в. д. | Родниковское сельское поселение                                          | до 1864 года                   |                                |
| Таш-Джарган                    | 44°52′10″ с. ш. 34°04′25″ в. д. | Чистенское сельское поселение                                            |                                |                                |
| Ток-Саба                       | 45°03′35″ с. ш. 33°47′10″ в. д. | Скворцовское сельское поселение                                          |                                |                                |
| Тулат                          | 45°05′10″ с. ш. 33°47′50″ в. д. | Скворцовское сельское поселение                                          |                                |                                |
| Хаджи-Агакой                   | 44°48′45″ с. ш. 34°15′30″ в. д. | Добровское сельское поселение                                            | до 1864 года                   |                                |

## Сёла, исчезнувшие после 1948 года
Большинство сёл в списке, насколько известно из опубликованных данных, было упразднено между 1954 и 1968 годами. Другие даты ликвидации помечены особо. Новые названия, взамен исконных, присвоены, в основном, указом Президиума Верховного Совета РСФСР от 18 мая 1948 года.
| Сёла, исчезнувшие после 1948 года | Сёла, исчезнувшие после 1948 года | Сёла, исчезнувшие после 1948 года | Сёла, исчезнувшие после 1948 года                                        | Сёла, исчезнувшие после 1948 года |
| Село                              | Координаты                        | Старое название                   | Положение в современной системе административного устройства (сельсовет) | Год упразднения                   |
| --------------------------------- | --------------------------------- | --------------------------------- | ------------------------------------------------------------------------ | --------------------------------- |
| Волнистое                         | 45°05′10″ с. ш. 33°52′10″ в. д.   | до 1948 г. Новая Доля             | Скворцовский сельсовет                                                   | 1980 г.                           |
| Дровянка                          | 44°46′40″ с. ш. 34°06′10″ в. д.   | до 1945 года Бешуй                | Перовский сельсовет                                                      | с 1954 по 1968 годы               |
| Екатериновка                      | 45°04′15″ с. ш. 33°52′10″ в. д.   | —                                 | Скворцовский сельсовет                                                   | —                                 |
| Зольное                           | 45°01′50″ с. ш. 33°58′50″ в. д.   | до 1948 года Новый Кульчук        | Родниковский сельсовет                                                   | —                                 |
| Ковыльное                         | 45°00′05″ с. ш. 33°54′50″ в. д.   | до 1948 года Искандер             | Перовский сельсовет                                                      | после 1 июня 1977 года            |
| Колонка                           | 45°08′20″ с. ш. 33°56′55″ в. д.   | до 1948 года Нор-Гянг             | Родниковский сельсовет                                                   | с 1954 по 1968 годы               |
| Красненькое                       | 45°08′50″ с. ш. 34°11′25″ в. д.   | до 1948 года Кызил-Мечеть         | Донской сельсовет                                                        | с 1968 по 1.06. 1977 года         |
| Краснопещерное                    | 44°51′42″ с. ш. 34°20′10″ в. д.   | до 1948 года Кызыл-Коба           | Добровский сельсовет                                                     | с 1968 по 1.06. 1977 года         |
| Ленское                           | 45°03′35″ с. ш. 34°00′25″ в. д.   | до 1948 года Сарабуз Болгарский   | Укромновский сельсовет                                                   | с 1954 по 1968 годы               |
| Лукьяновка                        | 45°01′50″ с. ш. 33°44′35″ в. д.   | до 1948 года Эски-Джабач          | Николаевский поссовет                                                    | с 1954 по 1968 годы               |
| Любимовка                         | 45°10′40″ с. ш. 34°02′35″ в. д.   | до 1948 года Кильдияр             | Гвардейский поссовет                                                     | с 1954 по 1968 годы               |
| Майское                           | —                                 | до 1948 года Русет                | Добровский сельсовет                                                     | с 1960 по 1968 годы               |
| Максим Горький                    | 45°09′20″ с. ш. 34°09′40″ в. д.   | —                                 | Гвардейский поселковый совет                                             | 8 сентября 1958 года              |
| Пасечное                          | 45°01′25″ с. ш. 34°11′25″ в. д.   | до 1948 года Тубай                | Донской сельсовет                                                        | с 1968 по 1.06. 1977 года         |
| Подсобное                         | 45°13′55″ с. ш. 34°02′02″ в. д.   | до 1948 года Бурунчи              | Новоандреевский сельсовет                                                | после 1 июня 1977 года            |
| Полянка                           | 44°48′33″ с. ш. 34°20′30″ в. д.   | до 1948 года Курлук-Су            | Добровский сельсовет                                                     | 8 сентября 1958 года              |
| Сергеевка                         | 44°52′50″ с. ш. 34°16′35″ в. д.   | —                                 | Добровский сельсовет                                                     | до 1954 года                      |
| Сухоречье                         | 45°06′40″ с. ш. 34°11′45″ в. д.   | до 1948 года Кадыкой              | Донский сельсовет                                                        | с 1959 по 1962 годы               |
| Юрьевка                           | 44°55′06″ с. ш. 33°55′31″ в. д.   | до 1948 года Нижний Сейманларкой  | Пожарский сельсовет                                                      | с 1954 по 1968 годы               |

## Малоизвестные сёла
В источниках встречаются названия исчезнувших сёл, которые зачастую упоминаются один — два раза и о которых более никаких сведений не опубликовано.
- Алексеевка 45°01′35″ с. ш. 34°00′45″ в. д.HGЯO — располагался на месте современного села Совхозное[20], встречается в Статистическом справочнике Таврической губернии. Ч.II-я. Статистический очерк, выпуск шестой Симферопольский уезд, 1915 год, согласно которому на хуторе М. М. Вартеля Подгородне-Петровской волости Симферопольского уезда числилось 3 двора с русским населением без приписных жителей, но с 28 — «посторонними»[21]
- Бара́новка (Бара́нова) — посёлок, упразднён решением Крымоблисполкома от 8 сентября 1958 года № 834[22] (согласно справочнику «Крымская область. Административно-территориальное деление на 1 января 1968 года» — с 1954 по 1968 годы как посёлок Добровского сельсовета[8]) — других упоминаний нет;
- Больше-Токмакская — встречается только в Статистическом справочнике Таврической губернии. Ч.II-я. Статистический очерк, выпуск шестой Симферопольский уезд, 1915 год, согласно которому в деревне Подгородне-Петровской волости Симферопольского уезда числилось 35 дворов с русским населением без приписных жителей, но с 257 — «посторонними», из которых 139 мужчин и 118 женщин[21].
- Крымча — в низовьях Западного Булганака; в Камеральном Описании Крыма… 1784 года — как Кырымдже и Другой Кырымдже бакчи-сарайскаго каймаканства Бакче-сарайскаго кадылыка[23], обозначена, как Крымчак, на карте Я. Ф. Шмидта 1777 года[24] и на карте Федора Чёрного 1790 года[25].
- Кадыр-Мурза — в низовьях Западного Булганака, примерно в районе современного Равнополья, только на карте Федора Чёрного 1790 года[25].
- Красная Бессарабия — встречается на карте южного Крыма 1936 года, между сёлами Укромное и Маленькое[26]
- Красноле́сенская Каза́рма — встречается, как Тавельчук, в указе о переименовании от 18 мая 1948 года[9]. Ликвидировано в период с 1954 по 1960 годы, поскольку в списках сёл на 15 июня 1960 года село числится[27] (согласно справочнику «Крымская область. Административно-территориальное деление на 1 января 1968 года» — с 1954 по 1968 годы, как село Добровского сельсовета[28]).
- Красный источник — встречается на карте ЮБК 1924 года юго-восточнее современной Денисовки[29] и в Списке населённых пунктов Крымской АССР по Всесоюзной переписи 17 декабря 1926 года, согласно которой в артели Красный источник, Мазанского сельского совета сельсовета Симферопольского района, числилось 12 дворов, из них 11 крестьянских, население составляло 44 человека, из них 33 русских, 2 украинца, 2 немца и 1 белорус[30].
- Кузнецы́ 45°05′00″ с. ш. 33°51′30″ в. д.HGЯO — располагалось примерно в 1,5 км к югу от села Межгорное. В исторических документах селение, подписанное просто «Колхоз», встречается на карте южного Крыма 1936 года[31] (как безымянный колхоз на карте 1941 года[32]) и в 1942 году — как Кузнецы[33];
- Маинфельд — встречается в Списке населённых пунктов Крымской АССР по Всесоюзной переписи 17 декабря 1926 года, согласно которому, в селе Маинфельд, Булганакского сельсовета Симферопольского района, числилось 6 дворов, все крестьянские, население составляло 34 человека, из них 26 немцев и 8 русских[30]
- Салгир 44°51′40″ с. ш. 34°06′05″ в. д.HGЯO — находилось на юго-востоке района, на территории нынешнего Добровского сельского поселения, примерно в 0,5 км восточнее села Заречное[34].
- Устиновка — встречается в районе Мазанки на карте 1926 годо Крымского Стат. управления (карта очень не точна)[35]
- Хан-Эли 45°12′25″ с. ш. 33°51′30″ в. д.HGЯO — располагалась на правом берегу Салгира, у восточной окраины современной Новоандреевки[36]. Встречается на картах 1836[37] и 1842 года, как развалины[36].
- Энергия — только в результатах переписи 17 декабря 1926 года, согласно которой в селе Бахчи-Элинского сельсовета Симферопольского района, числилось 8 дворов, все крестьянские, население составляло 32 человека. В национальном отношении учтено: 18 русских, 7 украинцев, 3 белоруса и 4 эстонца[38].